# Гаолигоншка пика
Гаолигоншка пика (лат. Ochotona gaoligongensis) је сисар из реда двозубаца (Lagomorpha) и породице пика (Ochotonidae)

## Распрострањење
Кина је једино познато природно станиште врсте.

## Станиште
Гаолигоншка пика (Ochotona gaoligongensis) има станиште на копну.

## Угроженост
Подаци о распрострањености гаолигоншке пике су недовољни.

### Популациони тренд
Популација гаолигоншке пике се смањује, судећи по расположивим подацима.